# Moody Center
Das Moody Center (voller Name: Moody Center at the University of Texas) ist eine Mehrzweckhalle auf dem Campus der University of Texas at Austin in der US-amerikanischen Stadt Austin, Hauptstadt des Bundesstaates Texas. Es ist die neue Heimspielstätte der NCAA-College-Basketballmannschaften der Texas Longhorns (Männer und Frauen) mit 10.763 Sitzplätzen bei den Spielen und bis zu 16.223 Plätzen bei NBA-Partien. Das Moody Center liegt direkt neben dem Mike A. Myers Stadium, dem Leichtathletik- und Fußballstadion, und nur wenige hundert Meter vom Darrell K Royal-Texas Memorial Stadium, dem College-Football-Stadion der Universität, entfernt. 

## Geschichte
Im Dezember 2018 gab die Universität und eine Gruppe (CAA ICON, Live Nation, C3 Presents und Matthew McConaughey, der an der University of Texas Student war) unter Führung der Oak View Group den Bau einer hochmodernen Mehrzweckhalle auf dem Campus für 338 Mio. US-Dollar in Auftrag. Sie sollte als Ersatz für das 1977 eröffnete Frank Erwin Center errichtet werden. Daneben wird das Center Austragungsort von Konzerten, Shows, Abschlussfeiern und anderen Veranstaltungen sein. Der Bau kam durch eine öffentlich-private Partnerschaft (ÖPP) mit der Stadt Austin über 35 Jahre zustande. Es entstanden keine Kosten für die Uni und die Öffentlichkeit. Der Neubau sollte 2021 fertiggestellt werden. Für den Entwurf ist das Architekturbüro Gensler aus San Francisco verantwortlich. Die Halle trägt den Namen der Stiftung Moody Foundation, die 130 Mio. US-Dollar für den Bau spendete. Die Stiftung unterstützt Universitäten, Bibliotheken, Museen und Krankenhäuser im ganzen Bundesstaat.
Am 3. Dezember 2019 wurde der symbolische Spatenstich für das Projekt gesetzt. In der neuen Arena gibt es keine Eintrittskarten aus Papier mehr. Die Tickets werden elektronisch an die Endgeräte wie Smartphone oder Tabletcomputer verschickt. Die Abendkasse befindet sich in der südwestlichen Ecke der Arena. Ebenso wird der Zahlungsverkehr bargeldlos elektronisch abgewickelt. Alle großen Kreditkarten und Apple Pay sowie Google Pay werden akzeptiert. Ein architektonisches Merkmal ist die Freiluftterrasse entlang der Westseite des Gebäudes. Ein überhängendes Holzdach, das sich über die Gebäudewände hinaus erstreckt, beschattet die Terrasse.
Nach Verzögerungen aufgrund der COVID-19-Pandemie fand die Eröffnung am 20. April 2022 statt. Die ersten Veranstaltungen waren zwei Konzerte von Singer-Songwriter John Mayer am 20. und 21. April. Am 23. April folgte ein Auftritt von Rockband Bon Jovi. Die Kosten lagen bei der Fertigstellung bei 375 Mio. US-Dollar. Am 18. Juni 2022 wurde die erste Veranstaltung der Ultimate Fighting Championship (UFC) im Moody Center ausgetragen. Bei dem Kampfabend UFC on ESPN: Kattar vs. Emmett standen sich im Hauptkampf Calvin Kattar und Josh Emmett (Federgewicht) vor 13.689 Zuschauern gegenüber.

### Die San Antonio Spurs im Moody Center
Im April 2023 wurden die ersten zwei Spiele der San Antonio Spurs (NBA) in der Regular Season in Austin gegen die Portland Trail Blazers und die Minnesota Timberwolves ausgetragen.
- 06. Apr. 2023: San Antonio Spurs – Portland Trail Blazers 129:127 (16.023 Zuschauer)[12]
- 08. Apr. 2023: San Antonio Spurs – Minnesota Timberwolves 131:151 (16.148 Zuschauer)[13]
- 15. Mär. 2024: San Antonio Spurs – Denver Nuggets 106:117 (16.223 Zuschauer)[14]
- 17. Mär. 2024: San Antonio Spurs – Brooklyn Nets 122:115 OT (16.057 Zuschauer)[15]
- 20. Feb. 2025: San Antonio Spurs – Phoenix Suns
- 21. Feb. 2025: San Antonio Spurs – Detroit Pistons